# Tanjung Duren Utara
Tanjung Duren Utara is een kelurahan in het onderdistrict Grogol Petamburan, Jakarta Barat in het westen in de provincie Jakarta, Indonesië. Tanjung Duren Utara telt 20.879 inwoners (volkstelling 2010).